# Абд аль-Карим Сабун
Абд аль-Карим Сабун (*д/н — 1815) — 6-й колак (султан) Вадаї в 1804—1815 роках, відомий також як Абд аль-Карим II.

## Життєпис
Походив з династії Аль-Аббасі. Старший син колака Мухаммеда Саліха Деррета. Про молоді роки обмаль відомостей. У травні або червні 1804 року влаштував заколот проти батька, якого повалив, захопивши трон. Його брат Асад втік до султанату Дарфур, де став готуватися до боротьби. Втім Сабун зумів заманити брата у пастку, його схопили й засліпили.
Провів військову реформу, створивши кінноту, захищену кольчугами, та піхоту з вогнепальною зброєю. У 1805 році розпочав військову кампанію проти імперії Борну, де завдав поразки Ахмаду I. 1806 року атакував Багірмі, перемігши мбанго Гауранга I, якого схопили й стратили. На трон Багірмі посадили Буркоманду III, який визнав зверхність Вадаї. Також захоплено 20 тис. полонених, худоби та срібло.
Потім почав походи проти держави Дар Тама, яка була васалом Дарфуру. Зрештою дар-тамського правителя Ахмада повалили, й він втік до двору дарфурського султана. Зрештою Ахмад мусив визнати зверхність Вадаї та погодитися платити щорічну данину 1 тис. рабів і 100 коней. Кількість рабів згодом зменшили до 100. За цим підкорено невеличкі держави Саламат, Дар Куті, Дар Сіла і Дар Рунга, звідки став отримувати рабів, слонову кістку та віск.
Разом з тим Сабун сприяв торгівлі та поширенню ісламу. Зумів отримати контроль над значною частиною торгівлі від центрального Судану до Триполі через Феццан. Близько 1810 року Сабун прийняв торгівця Шехайму з Киренаїки, прийнявши план відкрити караванний шлях до Бенгазі прямими шляхом через Куфру та Авджилу в обхід Феццану і Дарфуру. Це дозволило би отримати вадайські скарбниці більше прибутків.
У 1815 році став готуватися до великої кампанії проти Борну. Проте раптово помер. Трон успадкував його син Мухаммед Бусата.